# Banatsko Aranđelovo
Banatsko Aranđelovo (cyr. Банатско Аранђелово) – wieś w Serbii, w Wojwodinie, w okręgu północnobanackim, w gminie Novi Kneževac. W 2011 roku liczyła 1398 mieszkańców.